# Eugenia Flores Vindas
Eugenia María Flores Vindas (Heredia, 4 de mayo de 1942) es una bióloga y botánica costarricense. Fue la primera mujer ministra del Ministerio de Ciencia y Tecnología de Costa Rica durante el gobierno de Óscar Arias Sánchez de 2006 a 2010. Fue además la primera mujer directora de la Escuela de Biología de la Universidad de Costa Rica y la primera mujer que ha presidido la Academia Nacional de Ciencias.

## Biografía
Estudió en la Universidad de Costa Rica, donde inicialmente cursó ciencias económicas por dos años. Sin embargo, tras asistir a la clase Fundamentos de Biología cambió de carrera para realizar Ciencias generales y biología. Al terminar los estudios de profesorado, tuvo dificultades para incorporarse la m mundo laboral en su campo, por lo que continuó con su formación en la Universidad de Costa Rica donde obtuvo su bachillerato en biología.
Se trasladó a México, donde asistió a la Universidad Nacional Autónoma de México y se formó en biología. Durante este periodo completó su tesis dirigida por Mark Engleman de la Universidad de Chapingo.  En 1971, presentó la tesis en Costa Rica, titulada Estudio Comparativo de la Anatomía Foliar de Dos Especies de Bromeliaceae: Hechtia Glomerata Zucc. y Aechmea Mexicana Baker, con la que obtuvo el premio a la mejor tesis del año. A su regreso a México, finalizó la maestría en ciencias en el Colegio de Postgraduados de la Universidad de Chapingo.
Obtuvo una beca del AID para estudiar en la Universidad de California, en Estados Unidos, donde fue aceptada por la científica Katherine Esau, con quién trabajó el doctorado.
Fue la primera mujer en obtener un doctorado académico de Biología de la Universidad de Costa Rica. Ejerció como docente y participó en varios proyectos de investigación entre 1976 y 1992, además catorce publicaciones científicas entre los años 1975 y 1979. En 1983, fue nombrada catedrática e investigadora y en 1988, fue la primera mujer directora de la Escuela de Biología de la Universidad de Costa Rica. Entre 1990  y 1992, trabajó como vicerrectora de docencia de la Universidad de Costa Rica.
En el año 1976 fue profesora adjunta e investigadora en la Escuela de Biología de la Universidad de Costa Rica, siendo profesora asociada de la misma de 1979 a 1983.  Fue entre 1976 y 1978 investigadora del Centro de Investigación en Biología Celular y Molecular (CIBCM) de la Universidad de Costa Rica. Participó como investigadora invitada en el Programa sobre Mejoramiento de Cultivos Tropicales, CATIE, Turrialba, Costa Rica en 1988, impartiendo cursos sobre el cultivo de los tejidos en café, cacao y banano. Un años después, en 1979 ocupó la dirección de la Escuela de Biología, Universidad de Costa Rica, donde además  ejerció como profesora catedrática e investigadora hasta 1989 y  ocupó el cargo la vicerrectoría de docencia de entre 1990 a 1992. Un año después, entre 1993 a 1994 ejerció como investigadora en el Centro de Investigaciones Agronómicas (CIA).
Ejerció como miembro de la Comisión de Ciencia y Tecnología para el Desarrollo (CSTD), UNCTAD entre 1994 y 1998. Periodo en el que fue miembro del Comité que formuló el Plan de desarrollo en Ciencia y Tecnología del Gobierno de Costa Rica. Alcanzó la presidencia de la Academia Nacional de Ciencias de Costa Rica en 1994, y fue miembro del Comité que formuló el Plan de desarrollo en Ciencia y Tecnología del Gobierno de Costa Rica. Alcanzó la presidencia de la Academia Nacional de Ciencias de Costa Rica.
A partir de ese momento ocupó diferentes cargos como miembro de la Latin American Regional Evaluation Panel. Fue asesora en asuntos ambientales e implementación de políticas, fue coautora del Manual del Inversionista (1ª y 2ª Edición), que organizó los trámites que deben cumplir las empresas en Costa Rica. Fue la presidenta del  Consejo Centroamericano de Ciencia y Tecnología (CTCAP), cargo que ocupó hasta 2007, así como presidenta del Consejo Director del Ente Costarricense de Acreditación (ECA) y fue miembro de la Comisión de Ciencia y Tecnología, Naciones Unidas, Ginebra, Suiza, en representación del Gobierno de Costa Rica en 2010.
En  2006 fue elegida Ministra de Ciencia y Tecnología del Gobierno de Costa Rica. Fue rectora del sector de Ciencia y Tecnología y miembro de todas las comisiones inherentes al cargo, como el Consejo de Competitividad, gobierno digital, pymes y otras hasta abril del 2010.

## Premios y reconocimientos
- Distinguished lecturer en el Boyce Thompson Institute, Cornell University, Estados Unidos.
- Miembro de la Academia de Ciencias y Tecnología de Costa Rica.[5]

## Publicaciones
Ha realizado cerca de cien publicaciones, artículos y monografías en revistas, libros y periódicos entre 1975 y 2003.  En los que profundiza en aspectos anatómicos y morfológicos de distintos tipos y especies de plantas, y  artículos relacionados con la agricultura y exportación. Ha publicado una veintena de artículos en prensa (periódico La Nación) sobre temas generales de ciencia y tecnología y su relación con aspectos económicos y sociales como tópicos más relacionados con biología y botánica. Es autora de treinta entradas del Tropical Tree Seed Manual publicado por el Departamento de Agricultura de los Estados Unidos en 2002.
- Manual de laboratorio para Plantas Vasculares.

### Libros
- 1977: Anatomía Vegetal: Guía de Laboratorio.[5]
- 1985: Flora arborescente del Valle Central de Costa Rica, coautora con Fournier Origgi, Luis Alberto, Rivera Luther y Dora Ingrid.[5]
- 1989: La Planta. Estructura y Función.[5]
- 1989: El Chayote, Sechium edule Swartz (Cucurbitaceae). Editorial: San Jose, Costa Rica: Escuela de Biologiá, Universidad de Costa Rica.[6]
- 2003: Árboles del trópico húmedo: importancia socioeconómica, coautora con Germana Obando-Vargas. Cartago, Costa Rica. Editorial Tecnológica de Costa Rica.[7]

### Proyectos de investigación
- Valor Taxonómico del complejo estomático en Pterophyta (1976-1978).[2][5]
- Estudio morfológico comparativo de las semillas de 16 especies de Cactaceae pertenecientes a las tribus Opuntiae y Cerreae (1977-1978).[2][5]
- Micro y Megagametogénesis en Casuarina (1980-1982).[2][5]
- Anatomía comparada de las estructuras reproductivas de Gunnera (1981-1983).[2][5]
- Especies forestales de los relictos de bosque en el Valle Central: Semillas, Germinación y Plántulas (1982-1992).[2][5]
- Incremento de la exportación y alimentación costarricense a través del mejoramiento del cultivo de Chayote (1983-1987).[2][5]
- Estructura foliar de diez cultivares con valor comercial del género musa, sección eumusa (1983-1984).[2][5]